# SyndicateRoom
O Syndicate Room Ltd, operando como SyndicateRoom, é um fundo de capital de risco do Reino Unido, com sede em Cambridge, fundado por Gonçalo de Vasconcelos e Tom Britton em setembro de 2013. A empresa é autorizada e regulamentada pela Autoridade de Conduta Financeira.
O SyndicateRoom foi lançado inicialmente como uma plataforma de crowdfunding de ações para indivíduos de alto patrimônio líquido e investidores anjos.
Em outubro de 2019, a empresa anunciou que adotaria um modelo de investimento de fundo de capital de risco e não ofereceria mais oportunidades de investimento de crowdfunding individual.

## História
O SyndicateRoom foi fundado por Gonçalo de Vasconcelos e Tom Britton em 21 de setembro de 2013. O par se conheceu enquanto estudava na Cambridge Judge Business School da Universidade de Cambridge. Em abril de 2014, a SyndicateRoom foi nomeada Startup do Ano pelo The Guardian Small Business Showcase.
Em junho de 2014, os investidores do SyndicateRoom comprometeram £ 700.000 com a Radio Physics Solutions, uma startup que desenvolve tecnologia para detectar armas impressas em 3D. Em maio de 2015, a SyndicateRoom angariou 1,2 milhões de libras em financiamento inicial na sua própria plataforma de financiamento colectivo.
Em março de 2016, a SyndicateRoom foi a primeira plataforma de crowdfunding a oferecer oportunidades de investimento no mercado público após ser aceita como empresa membro da Bolsa de Valores de Londres, embora tenha encerrado desde então a área de mercados públicos da sua plataforma. Em maio do mesmo ano, a SyndicateRoom arrecadou £ 3,1 milhões em financiamento na rodada da série A liderada pelo fundador da Abcam, Jonathan Milner. Em junho, a SyndicateRoom lançou o FundTwenty8, o primeiro fundo passivo do Enterprise Investment Scheme.
Em julho de 2019, Gonçalo de Vasconcelos deixou o cargo de CEO e foi substituído por Graham Schwikkard.
Em setembro de 2019, a SyndicateRoom lançou o Access EIS, o primeiro fundo de regime de investimento empresarial baseado em dados. Em outubro de 2019, a empresa anunciou que adotaria um novo modelo de investimento de fundo em primeiro lugar e não ofereceria mais oportunidades de investimento em crowdfunding de ações individuais. Em abril de 2020, a SyndicateRoom investiu na startup de lavanderia Oxwash, sediada em Oxford, juntamente com o cofundador do Twitter, Biz Stone. Em março de 2022, a SyndicateRoom investiu na startup Slip, sediada em Londres.